# Detective Bogey
Detective Bogey es una serie de animación española creada por Josep Viciana y transmitida en España en 1994.

## Sinopsis
La serie narra las aventuras de un gusano detective llamado Bogey, que vive en una ciudad de estilo noir ambientada en los años 30 donde todos los habitantes son insectos antropomorfos como él. Ayudado por sus amigos Kid y Funky, se verá obligado a enfrentarse al malvado Siniestro para proteger la paz de los ciudadanos.

## Personajes
- Bogey: intrépido, chuleta y con bastante mala suerte, Bogey es un gusano verde, con sombrero y corbata amarilla. Aunque podría no parecerlo, tiene grandes dotes para su trabajo y ve la vida desde un punto cínico e irónico.
- Kid: una gusana verde, pelirroja y de fuerte carácter, de la que Bogey está enamorado. También es detective.
- Funky: el mejor amigo de Bogey, una mariquita. Funky es un desvergonzado timador, posiblemente incluso cleptómano, que se dedica a estafar y robar todo lo que encuentra a mano.
- Jefe Mosca: el jefe de policía de la ciudad y frecuente contratador de Bogey. Como su nombre indica, es una mosca.
- Rayo: una babosa morada, ayudante de Mosca.
- Pancho: la chinche mexicana que dirige el bar Tropicana, frecuentado por los demás personajes.
- Pandora: una atractiva abeja artista, que actúa en el bar de Pancho.
- Doctor Siniestro: el archienemigo de Bogey, un malvado mosquito líder de una mafia de insectos que trata de poner la ciudad patas arriba con sus turbios negocios. Sus dos secuaces, también mosquitos, no harán más que meter la pata por doquier.